# Rosépeppar

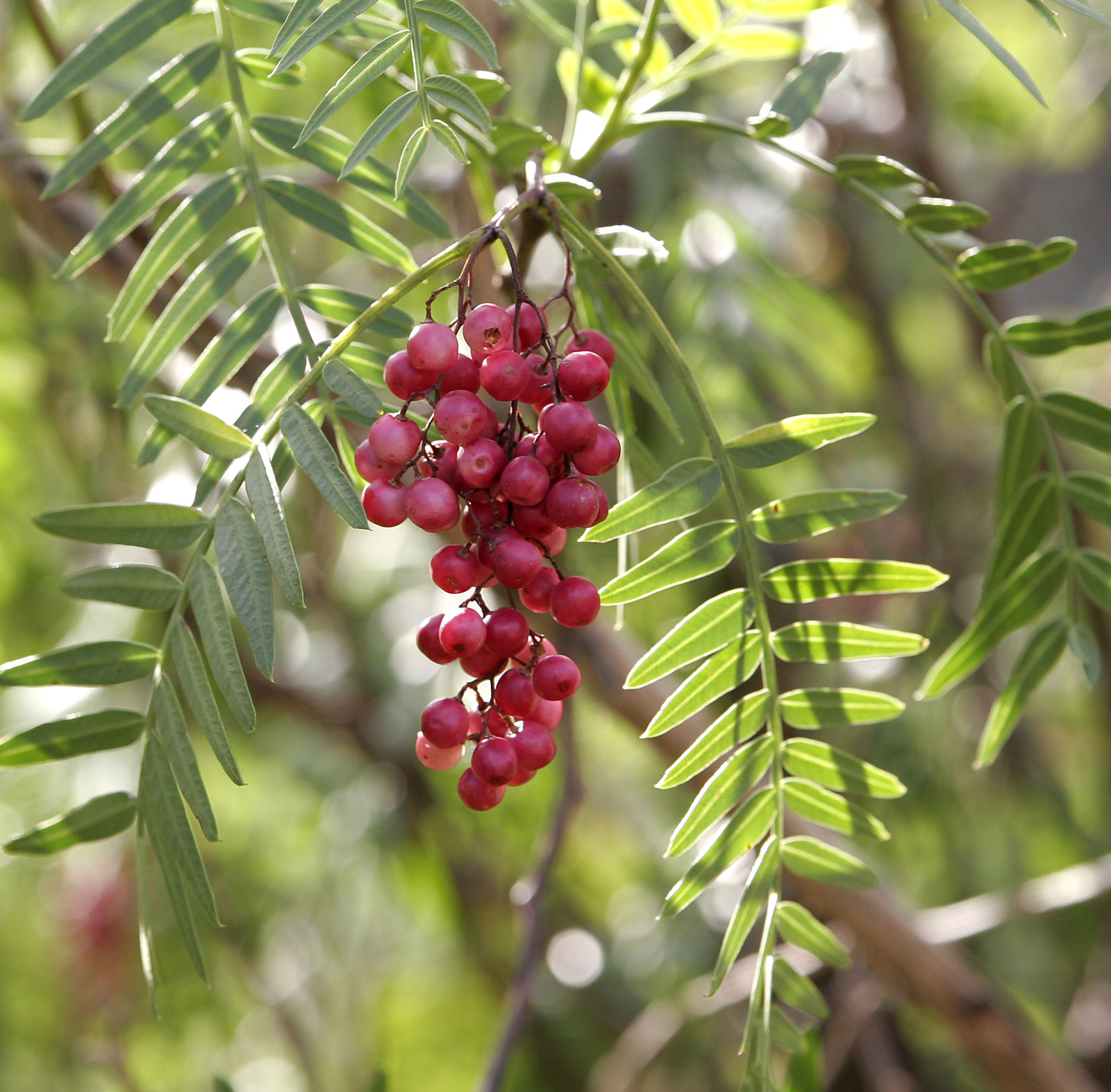
Peruanskt pepparträd

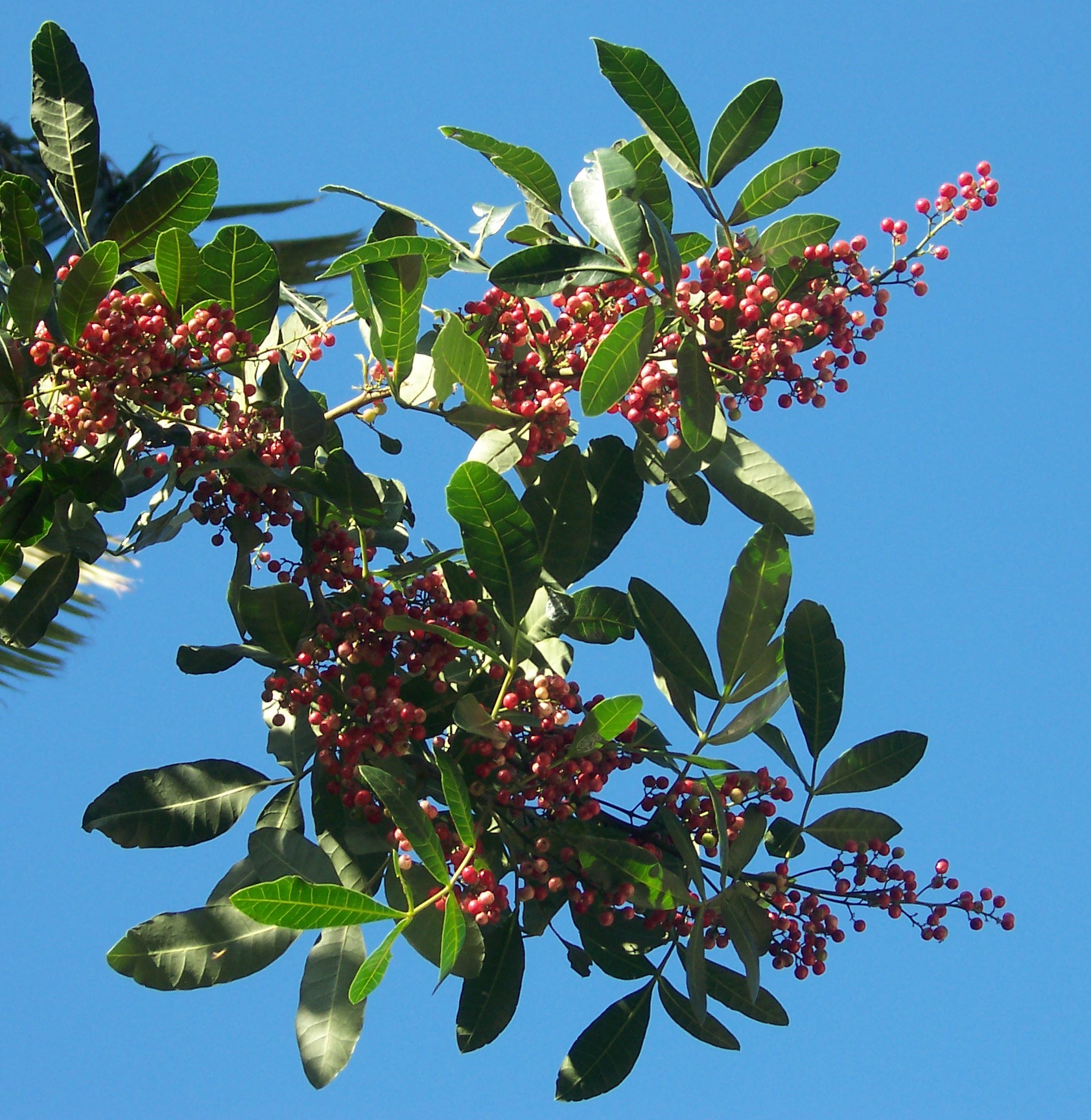
Brasilianskt pepparträd

Rosépeppar är en frukt från det tropiska trädet Schinus molle (peruanskt pepparträd) och dess nära släkting Schinus terebinthifolius (brasilianskt pepparträd). Den har inget släktskap med svart-/vit-/grönpeppar (Piper nigrum).
Rosépeppar säljs torkad som krydda och liknar i smaken enbär och koriander om än lite svagare och sötare, även om "stinget" finns kvar. På bland annat engelska kallas rosépeppar ibland "Falsk peppar", ett namn som härstammar från 1500-talet. "Riktig" peppar var då mycket dyrt, bland annat därför att det ansågs verksamt mot pesten. "Falsk peppar" var billigare och ansågs inte ha samma medicinska egenskaper.

## Rosépeppar i matkultur
Rosépeppar är en krydda som på grund av sin mångsidiga karaktär kan användas inom många områden av matlagningen. Kryddan används såväl till kött-, fisk-, fågel-, skaldjurs- och grönsaksrätter som till desserter. Ofta används dock kryddan till ljusare kött, men också i såser.

## Producenter
Rosépeppar odlas framför allt i Sydamerika och på öar i Indiska Oceanen.
Ön Réunion i Indiska Oceanen anses vara ursprunget till den allra finaste rosépepparn.
Idag kan man hitta rosépeppar mer eller mindre vilt i till exempel Spanien, inklusive Kanarieöarna, och på Madeira. I Florida dit den infördes som en alternativ till dyrare häckplantor har den spridit sig helt ohämmat och utgör idag ett stort problem då det är en invasiv växt.

## Allergi
Samma allergen som finns i cashewnöt, pistaschnöt och mango finns även i rosépeppar.